# Lamas (Boimil)
Lamas (en gallego y oficialmente, As Lamas) es una aldea española, actualmente despoblada, que forma parte de la parroquia de Boimil, del municipio de Boimorto, en la provincia de La Coruña.